# 마리야 키셀료바
마리야 알렉산드로브나 키셀료바(러시아어: Мари́я Алекса́ндровна Киселёва, 1974년 9월 28일~)는 러시아의 아티스틱스위밍 선수 출신 방송인, 정치인이다. 2000년 하계 올림픽, 2004년 하계 올림픽에 출전해 금메달 3개를 획득했고 세계 선수권 대회에서 금메달 3개를, 유럽 선수권 대회에서 금메달 9개를 획득했다. 
선수 경력을 마감한 후 방송인과 통합 러시아 소속 정치인으로 활동하고 있으며 2019년 모스크바시 두마 선거에서 제7대 모스크바시 두마 의원으로 당선되었다.

## 선수 경력
생활 체육 취미를 가지길 바랐던 부모를 따라 3살에 수영을 시작했고 이후 생활 체육에서 프로 체육으로 운동 분야를 변경했다. 옐레냐 폴랸스카야(러시아어: Елена Полянская) 코치 아래에서 수영을 배웠고 1996년 M. V. 로모노소프 모스크바 주립 대학교 방송학과에 입학했으며 2002년 해당 대학교를 졸업했다.
1995년 유럽 선수권 대회 싱크로나이즈드스위밍 듀엣, 단체 부문을 포함해 유럽 선수권 대회에서 총 9번 우승했고 하계 올림픽에서 올가 브루스니키나와 함께 금메달 3개를 획득했다. 세계 선수권 대회에서 총 3회 우승했고 1998년 굿윌 게임에서 우승했으며 러시아 국내 수영 대회와 유러피언컵 대회에서 우승을 달성했다.

## 은퇴 후 경력

### 방송인 경력
키셀료바는 2001년 알렉세이 부르코프의 초청으로 NTV 스포츠편집부에서 방송인 경력을 시작했다. 2001년부터 2002년까지 NTV의 〈세고드냐〉, 〈나메드니〉의 스포츠 뉴스 앵커와 NTV 플러스 스포츠 기자로 활동했고 2002년 5월 NTV에서 퇴사했다. NTV 외에 2001년 9월 25일에서 2005년 7월 2일까지 페르비 카날의 TV 프로그램 〈슬라보예 즈베노〉의 진행자로 활동했고 NTV와 페르비 카날에서 활동하면서 "가장 우아한 TV 진행자" 상과 "2001년 올해의 신인" 상을 받았다.
2002년 12월 23일, 그녀는 막심 갈킨을 대신해 TV 게임쇼 〈크토 호체트 스타티 밀리오네롬?〉 신년 에피소드의 진행자로 활동했고 1주일 뒤 TV 게임쇼 〈폴레 추데스〉의 1회전에 출연했다. 키셀료바는 2000년대 초중반에 TV 프로그램 진행자, 페르비 카날의 스포츠 평론가 외에 스포츠 기자와 해설가로도 활동하며 2002년 유럽 수영 선수권 대회, 2006년 동계 올림픽, 2016년 하계 올림픽 중계팀의 일원으로 활동했다.
키셀료바는 2006년 가을, 페르비 카날의 TV 프로젝트 〈즈뵤즈디 나 리두(러시아어: Звёзды на льду, "빙판 위의 별")〉에서 러시아의 전직 피겨스케이팅 선수 막심 마리닌과 함께 공동 진행자를 맡았고 2008년 11월 10일부터 2009년 5월 31일까지 NTV와 스포르트에서 진행된 러시아의 복권 방송 〈고슬로토(러시아어: Гослото)〉의 진행자로 활동했다. 2015년 10월 3일부터 11월 7일까지 발디스 펠시와 함께 페르비 카날의 TV쇼 〈브메스테 스 델피나미(러시아어: Вместе с дельфинами, "돌고래와 함께")〉의 진행자로 활동했고 2020년 2월 14일부터 2023년 1월 13일까지 미르(러시아어: Мир) 방송사의 TV 프로그램 〈슬라보예 즈베노〉의 진행자를 맡았다. 2023년 3월 8일부터 15일까지 CTC에서 진행된 〈나 비호트!〉의 진행자를 맡았고 2024년 5월 30일부터 6월 27일까지 폰베트가 진행한 유튜브 방송 〈푸트볼니 IQ(러시아어: Футбольный IQ)〉의 진행자를 맡았다.
그녀는 뉴스 기자, 해설가 외에도 블라디미르 보릇코가 표도르 도스토옙스키의 소설 백치를 영상화한 러시아의 TV 연속극 백치에서 바르바라 이볼기나(러시아어: Варвара Иволгина)를 연기했고 TV 광고들에도 홍보 모델로 출연했다.

### 정치인 경력
키셀료바는 통합 러시아에 입당해 '러시아 연방 대통령 산하 신체문화와 스포츠 위원회(러시아어: Совета при Президенте РФ по физической культуре и спорту)'의 상임 간부회 일원으로 활동했다. 그녀는 '마미 레코멘듀유트(러시아어: Мамы рекомендуют)' 정책 도입을 비롯한 당정 활동에 참여했고 2013년 하계 유니버시아드 홍보대사 프로그램에 참여했으며 2015년 세계 수영 선수권 대회 공식 홍보대사로 활동했다. 또한 2012년과 2018년 러시아 대선에 출마한 대통령 후보 블라디미르 푸틴의 정치적 지지자로 활동했다.
2019년 키셀료바는 2019년 모스크바시 두마 선거에서 크릴라츠코예, 스트로기노, 쿤체보 일부가 소속된 제4선거구에 통합 러시아 소속 후보로 출마했다. 그녀는 42.74%의 득표율을 획득하며 제4선거구에서 승리했고 제7대 모스크바시 두마의 통합 러시아 소속 의원이 되었다. 이후 2024년 모스크바시 두마 선거에서 동일한 선거구에 재출마했고 해당 선거에서 53.76%의 득표율을 획득하며 재선에 성공했다.

## 개인사
키셀료바는 2024년 6월 24일 전러시아 인민전선에서 활동하며 러시아의 우크라이나 침공을 옹호하고 러시아군에게 물자를 기부하는 것을 독려하며 러시아군을 지원한 시민들에게 공로상을 주는 등 러시아의 선전 활동에 적극적으로 참여한 행적으로 유럽 연합의 제재 인물 목록에 포함되었다.
Maria Kiselyova is a Deputy of the Moscow City Duma. She is actively involved in the propaganda actions of the movement All-Russia People’s Front. She has publicly advocated for a campaign of the People’s Front to deliver equipment to the Russian military for use in its war of aggression against Ukraine. In the Oryol region, she presented awards to citizens who provided support for the Russian military for use in that war. In her public statements, she has consistently justified the Russian war of aggression against Ukraine and called for victory. She has also visited the occupied territories of Ukraine. As a Deputy of the Moscow City Duma, she has supported expanding social support to families of Russian soldiers involved in the war of aggression. Therefore, Maria Kiselyova is supporting and implementing actions and policies which undermine and threaten the territorial integrity, sovereignty and independence of Ukraine. Furthermore, she is associated with the All-Russia People’s Front.  

## 역대 선거 결과
| 후보                | 소속 정당                            | 득표수 | 득표율(%) | 비고 |
| ------------------- | ------------------------------------ | ------ | --------- | ---- |
| 마리야 키셀료바     | 통합 러시아                          | 14,835 | 42.74%    | 당선 |
| 세르게이 데샷킨     | 러시아 연방 공산당                   | 12,598 | 36.29%    |      |
| 다리야 미티나       | 러시아의 공산주의자들                | 3,589  | 10.34%    |      |
| 블라디미르 베소노프 | 러시아 자유민주당                    | 2,348  | 6.76%     |      |
| 예리크 로바흐       | 공정 러시아 ― 애국자 ― 진실을 위하여 | 1,344  | 3.87%     |      |

| 후보                   | 소속 정당                            | 득표수 | 득표율(%) | 비고 |
| ---------------------- | ------------------------------------ | ------ | --------- | ---- |
| 마리야 키셀료바 (현직) | 통합 러시아                          | 37,244 | 53.76%    | 재선 |
| 안드레이 그레벤니크    | 러시아 연방 공산당                   | 8,864  | 12.80%    |      |
| 알렉세이 가브릴로프    | 새로운 사람들                        | 5,146  | 7.43%     |      |
| 발렌틴 오리오노프      | 러시아 자유민주당                    | 4,527  | 6.54%     |      |
| 아르카디 아그라나트    | 러시아 생태계당 "젤료니예"           | 3,122  | 4.51%     |      |
| 알렉산드르 바실리예프  | 러시아의 공산주의자들                | 3,010  | 4.35%     |      |
| 예브게니 부드니크      | 공정 러시아 ― 애국자 ― 진실을 위하여 | 2,751  | 3.97%     |      |
| 미하일 파르표노프      | 무소속                               | 2,486  | 3.59%     |      |
| 안드레이 카부셰프      | 무소속                               | 2,046  | 2.95%     |      |

## 수훈 내역
- 조국공헌훈장 4급: 2004년 하계 올림픽에서 달성한 업적으로 수훈
- 명예 훈장: 2000년 하계 올림픽에서 달성한 업적으로 2001년 4월 19일 수훈
- 명예 러시아 체육 명장